# فولفغانغ باور
فولفغانغ باور (بالألمانية: Wolfgang Maria Bauer)‏ هو كاتب وممثل ألماني، ولد في 9 يونيو 1963 في ألمانيا.

## وصلات خارجية
- فولفغانغ باور على موقع IMDb (الإنجليزية)
- فولفغانغ باور على موقع مونزينجر (الألمانية)
- فولفغانغ باور على موقع ألو سيني (الفرنسية)
- فولفغانغ باور على موقع أول موفي (الإنجليزية)
- فولفغانغ باور على موقع ديسكوغز (الإنجليزية)
- فولفغانغ باور على موقع قاعدة بيانات الفيلم (الإنجليزية)
- فولفغانغ باور على موقع كينوبويسك (الروسية)